# Gairsoppa
La SS Gairsoppa era una nave mercantile britannica varata nel 1919 dalla British India Steam Navigation Co Ltd e in servizio durante la seconda guerra mondiale. Venne silurata il 17 febbraio 1941 dall'U-Boot tedesco U-101 comandato dal Capitano di Corvetta Ernst Mengersen e affondò 300 miglia a ovest della baia di Galway, al largo dell'Irlanda con un carico di lingotti d'argento.
Degli 86 componenti dell'equipaggio uno solo sopravvisse al siluramento.
Nel 2011 viene annunciato il ritrovamento del relitto e confermato che nel 2012 si sarebbe proceduto con un'operazione di recupero che permetta di riportare alla luce 240 tonnellate di lingotti d'argento che si presumeva avessero costituito il carico della nave e che sarebbero stati trasportati da Calcutta, India a Londra, Gran Bretagna con il convoglio SL-64.
Nel luglio del 2012 vengono quindi recuperate 48 tonnellate del carico a opera della società specializzata in recuperi marini Odyssey Marine Exploration, che, secondo gli accordi presi con il Governo inglese, ha trattenuto l'80% di quanto riportato alla luce.